# 장성 기지

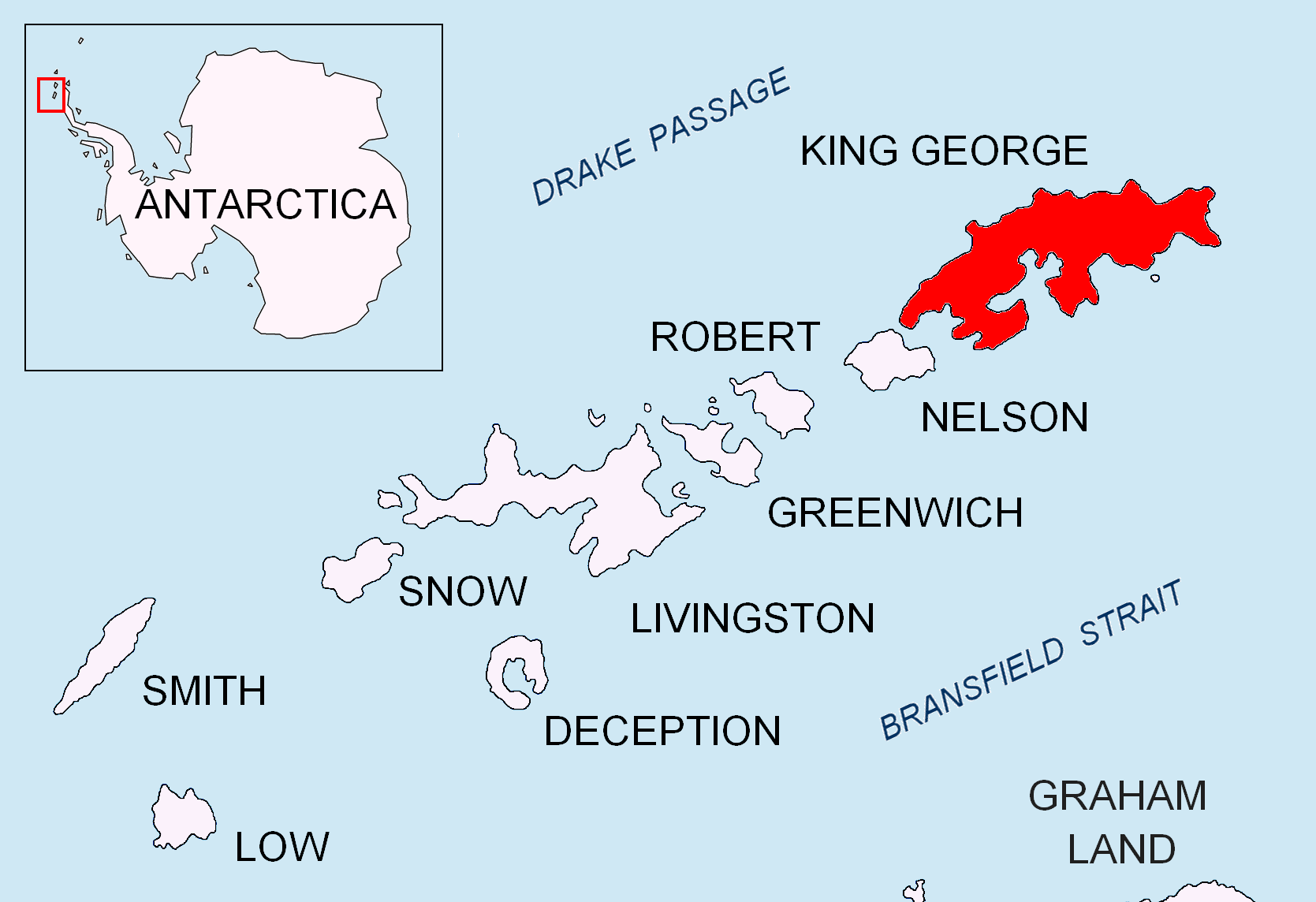
킹조지섬의 위치

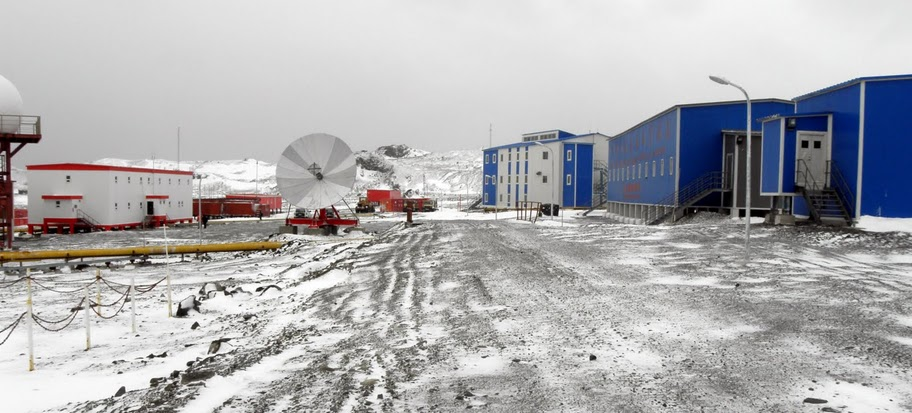
장성 기지의 모습

장성 기지(중국어 정체자: 長城站, 간체자: 长城站, 병음: Chángchéng Zhàn 창청잔[*])는 영국의 사우스셰틀랜드 제도 킹조지섬에 있는 중화인민공화국의 과학 기지로 1985년 2월 20일에 완공되었다. 2.5km 정도 떨어진 곳에 칠레의 에두아르도 프레이 몬탈바 기지가 위치해 있다.

## 같이 보기
- 남극 기지